# NGC 7614
NGC 7614 је четворострука звезда у сазвежђу Рибе која се налази на NGC листи објеката дубоког неба.
Деклинација објекта је + 0° 10' 56" а ректасцензија 23h 19m 52,6s. Привидна величина (магнитуда) објекта NGC 7614 износи 12,7.